# Tbilisskaja
Tbilisskaja (in russo Тбилисская?) è un centro abitato (stanica) della Russia, situato nel Territorio di Krasnodar. È il centro amministrativo del distretto Tbilisskij.
La località si trova sulla riva destra del fiume Kuban', 100 km a nord-est di Krasnodar.